# La torre de los ambiciosos
La torre de los ambiciosos (en inglés, Executive Suite) es una película dramática estadounidense de 1954 dirigida por Robert Wise  y protagonizada por William Holden, June Allyson, Barbara Stanwyck, Fredric March, Walter Pidgeon, Shelley Winters, Louis Calhern y Nina Foch. Fue el primer guion producido que vería el guionista Ernest Lehman, que varía ostensiblemente de la novela de Cameron Hawley. La película es una de las pocas películas de la historia de Hollywood sin banda sonora, tan solo la canción "Singin' in the Rain" es cantada por Mike Walling mientras se está duchando.

## Argumento
Avery Bullard, presidente de la fábrica de muebles Tredway, acaba de fallecer de una crisis cardíaca. Al no haber nombrado sucesor, el consejo de administración tiene que votar por su sustituto. Tiene lugar entonces una lucha sn cuartel por la conqista de la plaza entre los subdirectores. Loren Phineas Shaw, el favorito, está más preocupado por la rentabilidad de la empresa que por su calidad. Quiere el poder, no duda en hacerlo servir como chantaje. Julia Tredway, viuda del fundador y accionista principal, demasiado afectada por la muerte de Bullard, del que estaba enamorada, da su apoyo a Shaw. Frederick Alderson, el vicepresidente, es un hombre íntegro pero se siente sobrepasado por la situación y no ambiciona la plaza. Tiene puestas sus esperanzas en McDonald Walling, joven ingeniero idealista, que vacila aún en presentarse. El voto parece inclinarse en favor de Shaw, que ha conseguido poner de su lado Josia Walter Dudley, un oportunista más preocupado por su amante Eva Bardeman que por la sociedad, y George Nyle Caswell, que ha aceptado dinero a cambio de su voto. Maniobras y maquinaciones harán bascular el voto en favor de Shaw. Walling, en una maniobra desesperada, prueba de convencer a Julia Tredway que vote por él, hablándole de su deseo de devolver a la empresa la calidad y la modernidad. En el momento del voto, el entusiasme de Walling y su visión convencen a Julia Tredway; su voto arrastrará la de todos los miembros del consejo.

## Reparto
- William Holden: McDonald Walling
- Barbara Stanwyck: Julia O. Tredway
- Fredric March: Loren Phineas Shaw
- June Allyson: Mary Blemond Walling
- Walter Pidgeon: Frederick Hi. Alderson
- Shelley Winters: Eva Bardeman
- Paul Douglas: Josia Walter Dudley
- Louis Calhern: George Nyle Caswell
- Dean Jagger: Jesse Q. Grimm
- Nina Foch: Erica Martin
- Tim Considine: Mike Walling
- Virginia Brissac: Edith Alderson
- Edgar Stehli: Julius Steigel
- Harry Shannon: Ed Benedeck

## Premios y distinciones
Premios Óscar
| Año  | Categoría                                           | Persona                                                       | Resultado |
| ---- | --------------------------------------------------- | ------------------------------------------------------------- | --------- |
| 1955 | Óscar a la mejor actriz de reparto                  | Nina Foch                                                     | Nominada  |
| 1955 | Óscar a la mejor fotografía - Blanco y negro        | George Folsey                                                 | Nominado  |
| 1955 | Óscar a la mejor dirección de arte - Blanco y negro | Cedric Gibbons, Edward Carfagno, Edwin B. Willis y Emile Kuri | Nominados |
| 1955 | Óscar al mejor diseño de vestuario - Blanco y negro | Helen Rose                                                    | Nominada  |